# Sociedad Anónima de Peinaje e Hilatura de Lana
La Sociedad Anónima de Peinaje e Hilatura de Lana (SAPHIL) fou una empresa fundada a Terrassa el 1919 com a resultat de la fusió de quatre empreses de filatura d'estam. Coneguda popularment com l'Anònima, l'empresa es dedicà a la manufactura de llana, des de la compra en brut fins a la venda de filatura. El 1920 fundà un centre de producció a Ripoll. Als anys 30 l'empresa tenia un miler treballadors a Terrassa i 340 a Ripoll. Durant els avalots revolucionaris comesos després del triomf del Front Popular durant la Segona República Espanyola, el 1936 foren assassinats Francesc Salvans i Armengol, president de SAPHIL, i el seu fill Joan Salvans i Piera, i el gerent de l'empresa Amadeu Torrens fou trobat mort en circumstàncies estranyes. L'empresa es col·lectivitzà, com quasi totes les de Terrassa, i tornà als seus propietaris al final de la guerra civil. Als anys 50 patí una forta crisi per l'intervencionisme estatal, però continuà modernitzant i reorganitzant la seva estructura fins al final dels 60, en què comença a patir la crisi general del sector tèxtil i anà reduint la seva activitat fins a tancar el 1990. El seu fons ingressà a l'Arxiu Comarcal del Vallès Occidental el 16 de juny de 1992.

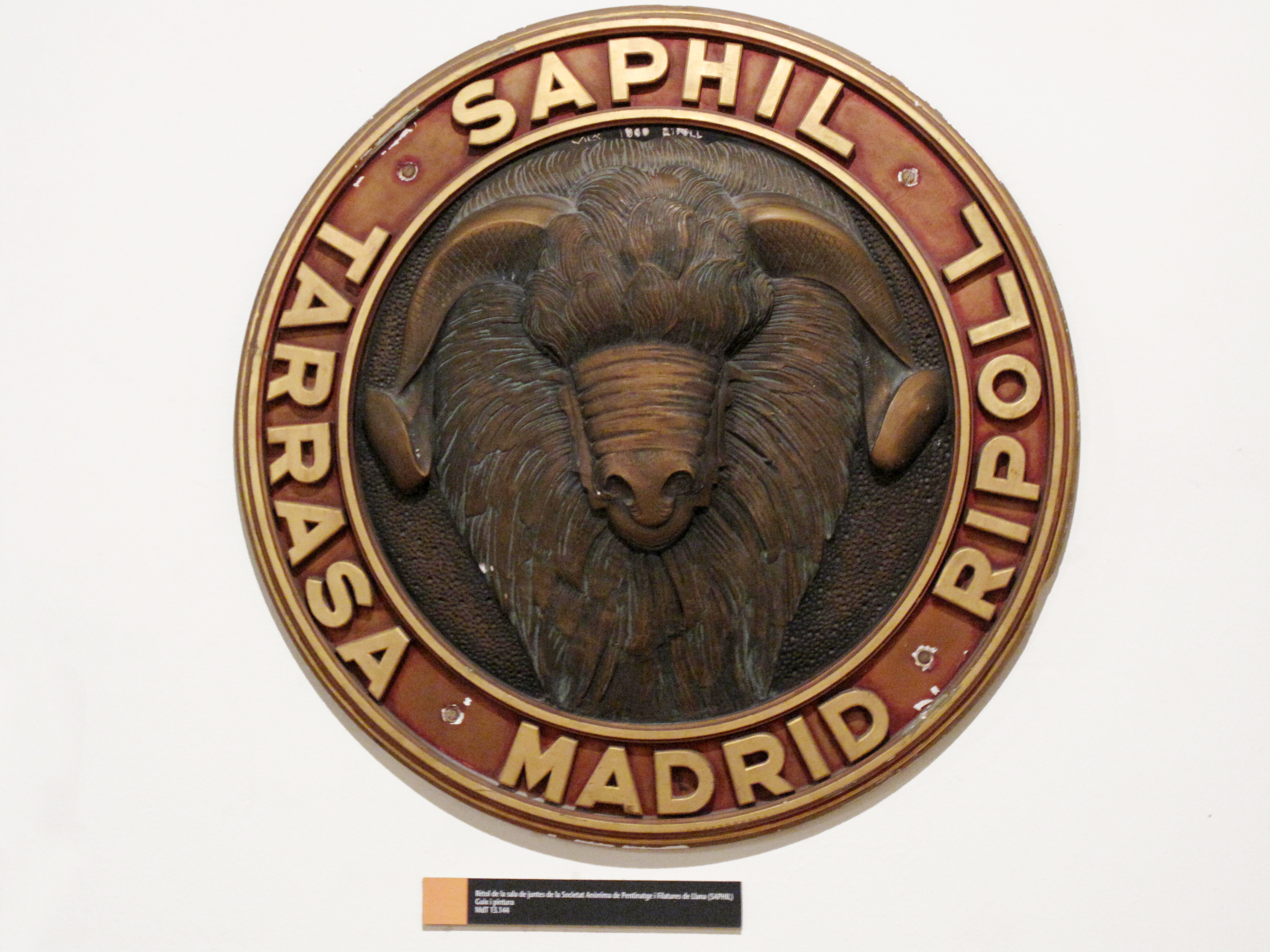
Logotip de la SAPHIL a l'antiga sala de juntes, avui al Museu de Terrassa